# Miray Akay
Miray Akay (ukrainisch Мирослава Костева Акай; * 17. Juli 2000 in der Ukraine als Myroslava Kosteva Akay) ist eine ukrainisch-türkische Schauspielerin.

## Leben und Karriere
Akay wurde am 17. Juli 2000 in der Ukraine geboren. Sie ist die Tochter eines türkischen Vaters und einer ukrainischen Mutter. Sie besuchte die Istanbul-Bahçelievler-Ali-Haydar-Schule und später das Mimar Sinan Güzel Sanatlar Lisesi. Sie spielte im Alter von drei Jahren in verschiedenen Werbespots.
Ihr Debüt gab sie 2010 in der Fernsehserie Bitmeyen Şarkı. Gleichzeitig spielte sie auch in Türkmali mit. 2012 wurde sie für die Serie  Çıplak Gerçek gecastet. Im selben Jahr spielte sie in dem Film Eve Dönüş: Sarıkamış 1915 mit. Danach trat sie 2013 in 20 Dakika auf. Unter anderem bekam sie eine Rolle in dem Film Kelebeğin Rüyası. Anschließend spielte Akay 2014 in den Filmen Balıkund Halam Geldi mit. Dann spielte Akay in der Serie Benim Adım Gültepe mit. 2015 trat sie in Güneşin Kızları auf. Danach spielte Akay 2017 in Dayan Yüregim mit. Akay wurde 2018 für die Fernsehserie Bizim Hikaye gecastet. Im gleichen Jahr trat sie in Servet auf. 2021 spielte sie in der Serie Bir Zamanlar Kıbrıs.

## Privates
Akay war mit Atilla Doğukan zusammen. Dann verlobte sich das Paar am 17. Juni 2019. Später trennte sich das Paar.

## Filmografie
Filme
- 2013: Kelebeğin Rüyası
- 2013: Eve Dönüş: Sarıkamış 1915
- 2014: Halam Geldi
- 2014: Balık

Serien
- 2010: Bitmeyen Şarkı
- 2013: 20 Dakika
- 2014: Benim Adım Gültepe
- 2015–2016: Güneşin Kızları
- 2017: Dayan Yüreğim
- 2017–2019: Bizim Hikaye
- 2020–2021: Zümrüdüanka
- 2021–2022: Bir Zamanlar Kıbrıs
- 2022: Ah Nerede